# Euploea laetifica
Euploea laetifica är en fjärilsart som beskrevs av Butler 1866. Euploea laetifica ingår i släktet Euploea och familjen praktfjärilar. Inga underarter finns listade i Catalogue of Life.